# チャールズ・エヴァンス (イギリス海軍)
海軍中将サー・チャールズ・レオ・グランドア・エヴァンス (Vice Admiral Sir Charles Leo Glandore Evans KCB CBE DSO DSC、1908年8月2日 - 1981年12月27日）は、大西洋連合軍副最高司令官を務めたイギリス海軍の士官。

## 海軍における経歴
イギリス海軍に入隊したエヴァンスは、1931年に臨時任務としてイギリス空軍の中尉となった。
第二次世界大戦中は、第806海軍航空飛行隊の指揮官として、スパローホーク (HMS Sparrowhawk) と称されたハッツトン海軍航空隊を拠点に、1940年5月にはノルウェーのベルゲン周辺の標的への空爆を行い、翌月のダンケルク大撤退では航空支援を行った。その後は、航空母艦フォーミダブル (HMS Formidable) によって地中海方面の任務に就き、さらに1945年には太平洋に展開したフォーミダブルの航空司令官 (Commander of Flying) となった。
1950年には、海軍航空部門代表 (Director of the Naval Air Division) に任命され、1954年にはポーツマス海軍基地の司令官、1956年には航空訓練隊将官 (Flag officer  Flying Training) になった。彼はさらに昇進して、1959年には航空母艦将官 (Flag Officer Aircraft Carriers) となり、1960年に大西洋連合軍副最高司令官となって、1962年に退役した。